# Antoni Opolski

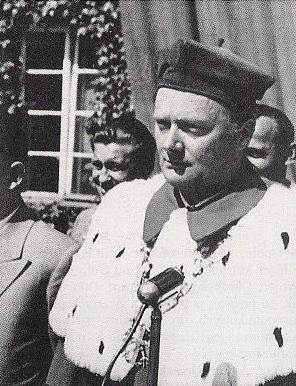
Antoni Opolski als Rektor der Pädagogischen Hochschule Opole.

Antoni Opolski (* 11. Juni 1913 in Rozwadów (heutige Ukraine); † 17. März 2014 in Breslau) war ein polnischer Astrophysiker.

## Leben
Opolski studierte Astronomie an der Johann-II.-Kasimir-Universität Lemberg, wo er im Jahr 1939 bei Eugeniusz Rybka promovierte. An der Pädagogischen Hochschule Opole war er Dozent und zeitweise Rektor (1959–1961); später war er Professor an der Universität Breslau. Schwerpunkt seiner Forschung waren die pulsationsveränderlichen Sterne.

## Veröffentlichungen
- Studies on cepheid variable stars, Wrocław 1948
- On the three possible Characterizations of the distribution of intensities of stellar radiation, Wrocław 1952
- (mit Jadwiga Krawiecka): Sizes and absolute magnitudes of delta Cephei and epsilon Aquilae, Wrocław 1956